# Macromural de Pachuca
El Macromural de Pachuca, también denominado  Mural de Palmitas o Macromural de Cubitos es un mural localizado en la colonia Palmitas dentro de la ciudad de Pachuca de Soto, Hidalgo en México.

## Historia

### Antecedentes

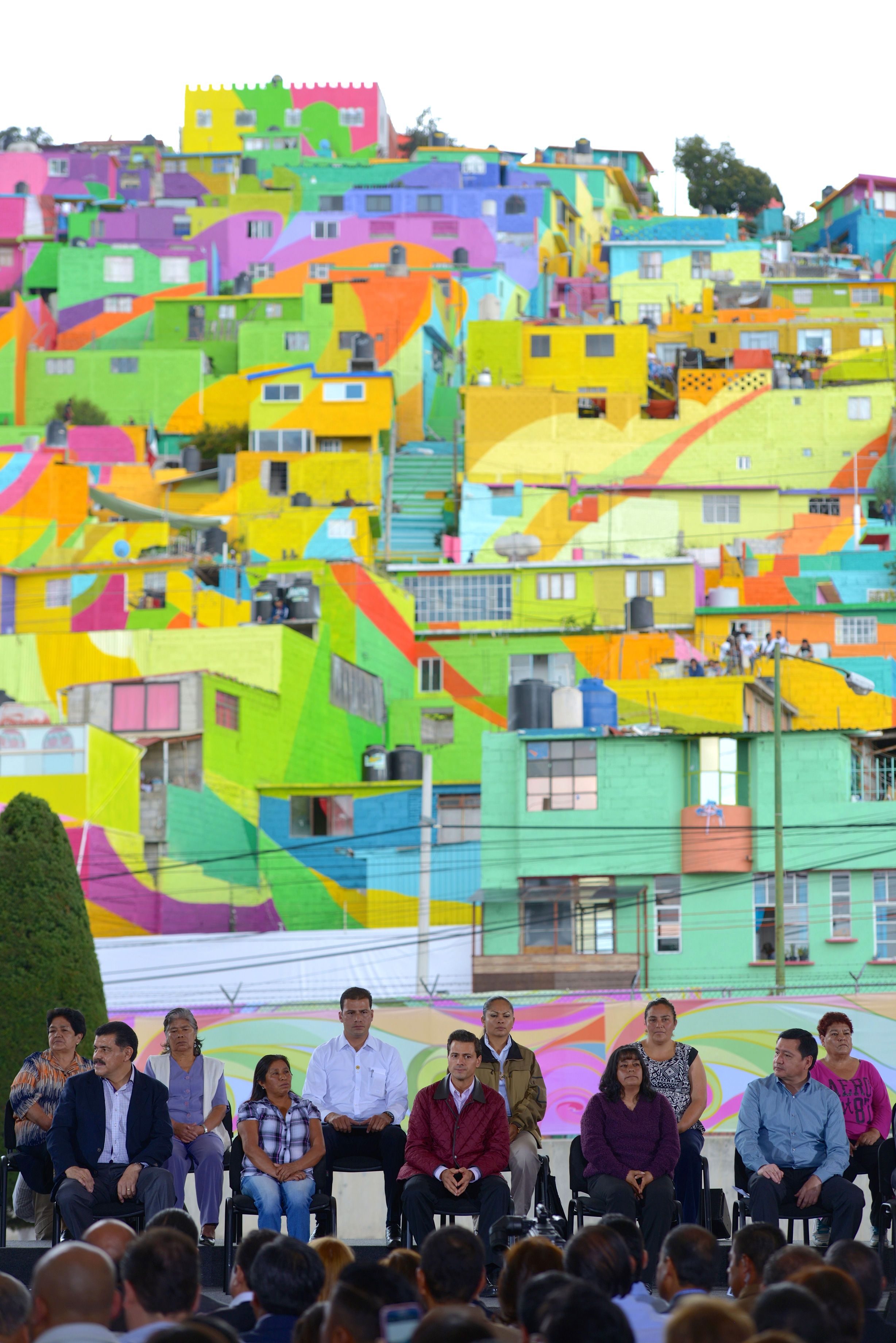
Inauguración de la primera etapa Macromural “Pachuca se Pinta”.

La Secretaría de Gobernación (Segob), a través del programa "Nos Mueve la Paz", comenzaron a impulsar acciones de prevención social de la violencia en donde se promueven prácticas para el rescate de espacios públicos. Para Pachuca, se pensó originalmente en realizar el rescate de un barrio en el Cerro de Cubitos, como resultado posterior a un estudio que se hizo desde el Programa Nacional de Prevención de la Violencia y la Delincuencia, la Universidad Nacional Autónoma de México e investigadores que se presentó a la Segob; sin embargo, terminó en Palmitas, un cerro vecino, que igual conforma la zona de los Barrios Altos de Pachuca.

### Primera etapa
El gobierno emprendió el proyecto en Palmitas en 2014 con un presupuesto de cinco millones de pesos. El colectivo Germen Crew, fue convocado para la realización de este proyecto. Fue inaugurado el 31 de agosto de 2015, en presencia del presidente de México, Enrique Peña Nieto; el gobernador del estado de Hidalgo, Francisco Olvera Ruiz; y el secretario de gobernación, Miguel Ángel Osorio Chong.

### Segunda etapa
Esta etapa empezó a inicios de 2017, y fue inaugurado el 13 de noviembre de 2017. Fue inaugurado del gobernador del estado de Hidalgo, Omar Fayad; y el secretario de gobernación, Miguel Ángel Osorio Chong.

### Tercera etapa
La tercera etapa fue inaugurada el 23 de marzo de 2018, por la presidenta municipal de Pachuca, Yolanda Tellería Beltrán y miembros del Ayuntamiento de Pachuca de Soto. Para 2019, el mural se encuentra descuidado; uno de los murales en formato rectangular ubicado en la cancha de fútbol de la colonia Cubitos luce destruida.

## Descripción

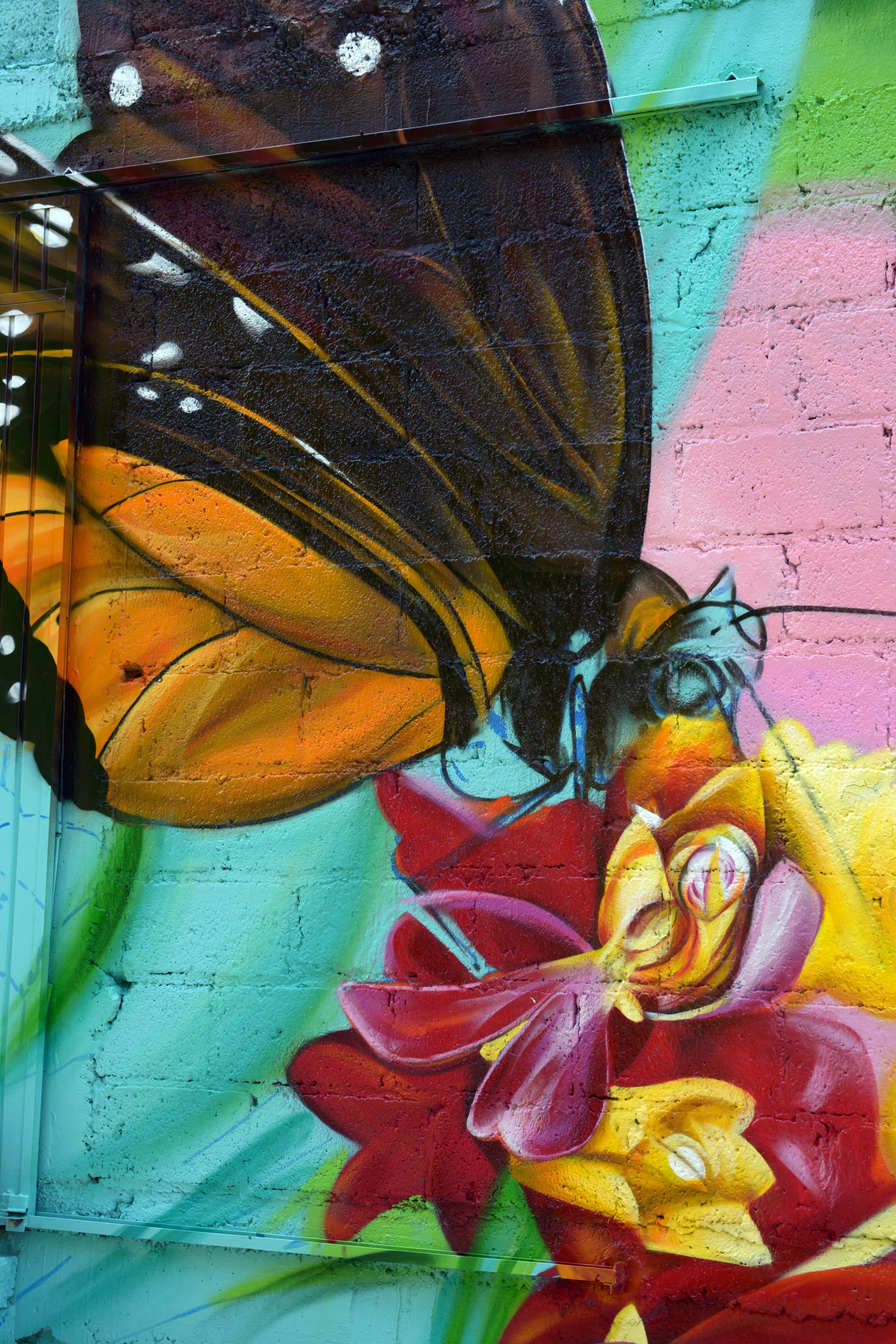
Detalle del mural.

En la primera etapa se pintó en una superficie de 20 000 m², en doscientas nueve casas. En la segunda etapa se pintó en una superficie de 12 000 m², en trescientas casas. En la tercera etapa se pintó en una superficie de 8000 m², en ciento cincuenta casas. Sumando una superficie total de 40 000 m² entre los cerros Palmitas y Cubitos.
El mural cuenta con ciento noventa colores, que a lo lejos los colores se ven como olas de aire; se pintó bajo la técnica de grafiti, la elaboración duro quince meses, y estuvo a cargo de Germen Crew y los habitantes de la zona. En la obra participaron directamente mil 800 los habitantes de la zona.
Con la colaboración de la empresa de pinturas COMEX, el colectivo pintó primero de blanco toda la colonia. Luego se aplicó la distribución del color, después de agregaron detalles únicos que solo se podrán apreciar al adentrarse a las calles y callejones del barrio. Una de las ideas era plasmar el sobrenombre de Pachuca "La Bella Airosa", y sí, a lo lejos los colores se ven como olas de aire.

## Impacto

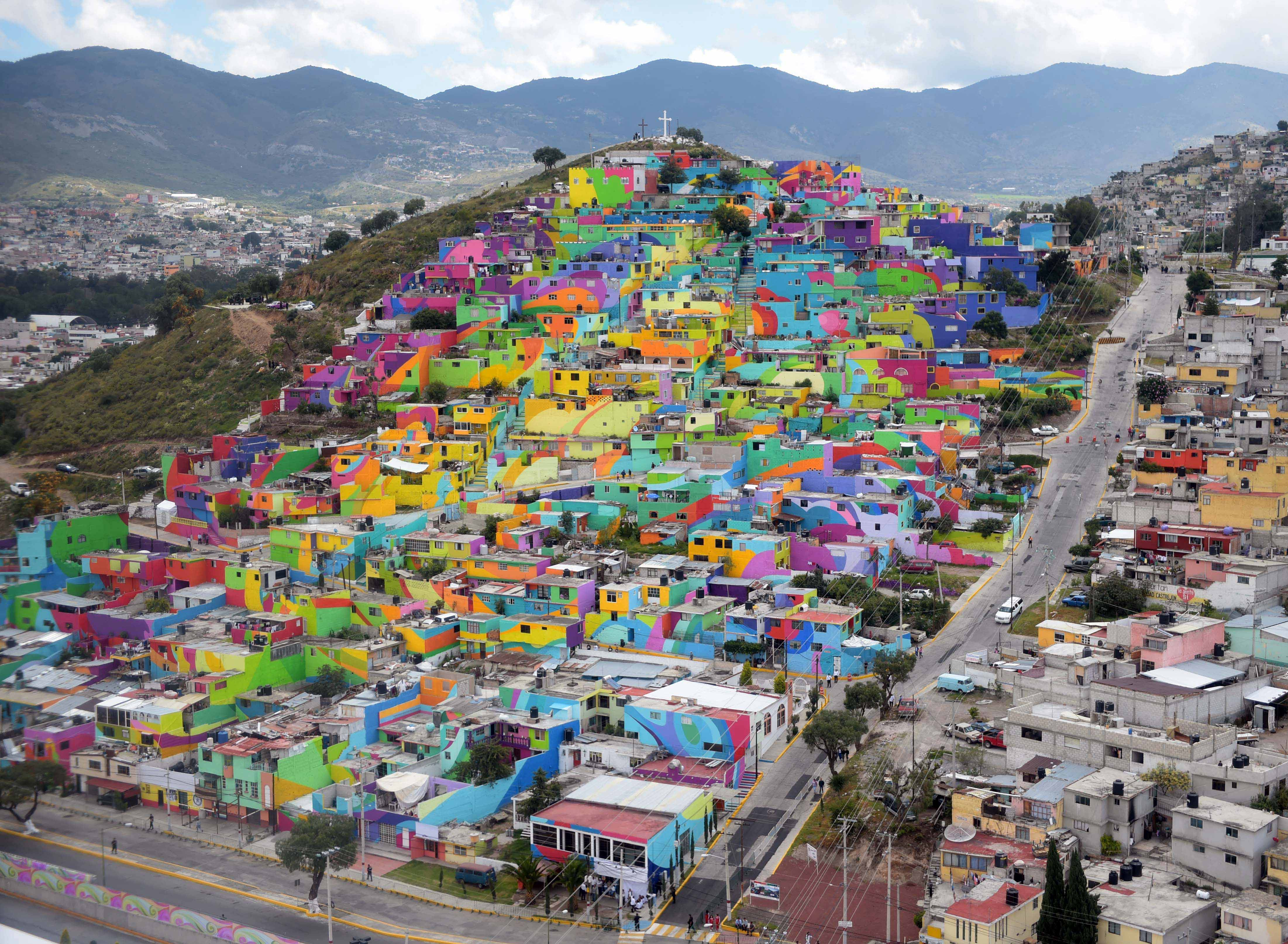
Primera etapa del Macromural de Pachuca.

Noticieros y blogs de arte urbano de Reino Unido, Estados Unidos, España, Grecia, Colombia y Francia; difundieron vídeos y fotos en distintos medios como redes sociales. En México el mural ha inspirado otras ciudades murales, en Tuxtla Gutiérrez, Chiapas; en La Paz, Baja California; Tijuana, Baja California Sur; Tlajomulco de Zúñiga, y Guadalajara en Jalisco; Monterrey, Nuevo León; y en Zacatecas, Zacatecas y en Puebla.
De acuerdo con la Secretaría de Planeación y Evaluación del Ayuntamiento de Pachuca, la incidencia delictiva disminuyó durante el desarrollo del mural. De acuerdo con sus estadísticas de 56 accidentes registrados en 2012, se pasó a 44 en 2013, 34 en 2014 y solo 12 en el periodo enero-junio de 2015; en tanto que los robos o asaltos pasaron de 42 a 38, a 31 y a 11, respectivamente para cada año mencionado. Las faltas administrativas pasaron de 48 en 2012 a 40 en 2013, 28 en 2014 y siete en el primer semestre de este año; mientras que los incendios fueron uno, cuatro, cuatro y uno, respectivamente. En su cuenta oficial de Twitter, el Poder Ejecutivo de México agregó que "los colores y la transformación de Palmitas son resultado de la integración comunitaria y la intervención oportuna: En busca de una transformación física y social".
En el mural en la primera etapa se invirtió cinco millones de pesos, en la segunda otros cuatro millones de pesos, y en la tercera etapa se realizó con millón y medio de pesos. En la primera y segunda etapa se utilizó recursos del Gobierno de México presupuestados para la primera parte en 2014, para la segunda de 2016; y para la tercera fue patrocinio privado. Para las tres etapas COMEX donó 8659 litros de pintura, 164 litros de esmalte y 1235 litros de esmalte.

### Controversias
En algunos medios se menciona sobre la imposibilidad de tener indicadores puntuales sobre la delincuencia  y por tanto, la imposibilidad de referir mejoras en ese aspecto. Algunos habitantes de los barrios de Palmitas y Cubitos han declarado que la inseguridad no ha disminuido en la zona y se mantiene la problemática de drogadicción y asaltos.
El mural ha sido objeto de críticas derivado ha que COMEX, hizo la donación de pintura y material para su elaboración, el Gobierno de México y el Ayuntamiento de Pachuca proporcionaron recursos, sin dar mayor detalle sobre el objeto de dicho dispendio. También ha sido criticada por ser un mural que pretende disfrazar la pobreza.

## En la cultura popular
En 2016 la imagen del mural fue utilizada por la Lotería Nacional para la Asistencia Pública, los billetes del Sorteo Especial No. 184. El mural fue escenario del vídeo musical de la canción "Came Here for Love" interpretada por Sigala & Ella Eyre, vídeo que se estrenó el 14 de julio de 2017. El mural también sirvió de escenario para unas escenas del vídeo de la canción Plata Ta Tá, de la cantante Mon Laferte junto con Guaynaa, en vídeo participa la actriz Yalitza Aparicio; el vídeo se estrenó el 5 de diciembre de 2019, y los fragmentos del mural, fueron filmados el 24 de noviembre de 2019. El 27 de abril de 2020, se estrenó en YouTube, el documental corto Macromural; producido en 2018, fue exhibido en el Grenoble Street Art Movie Fest y en el Centro de Cultura Digital de la Ciudad de México.

## Galería

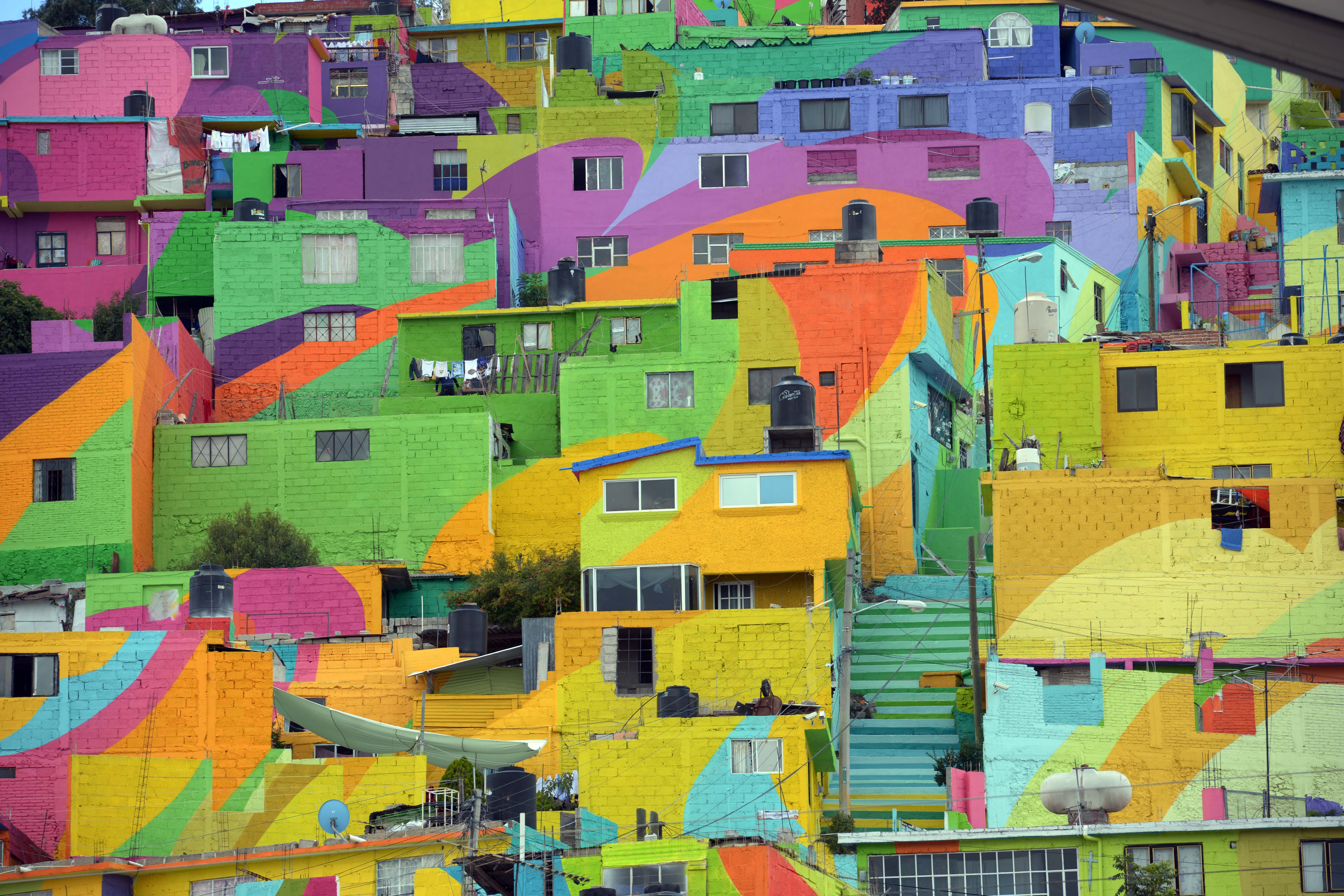
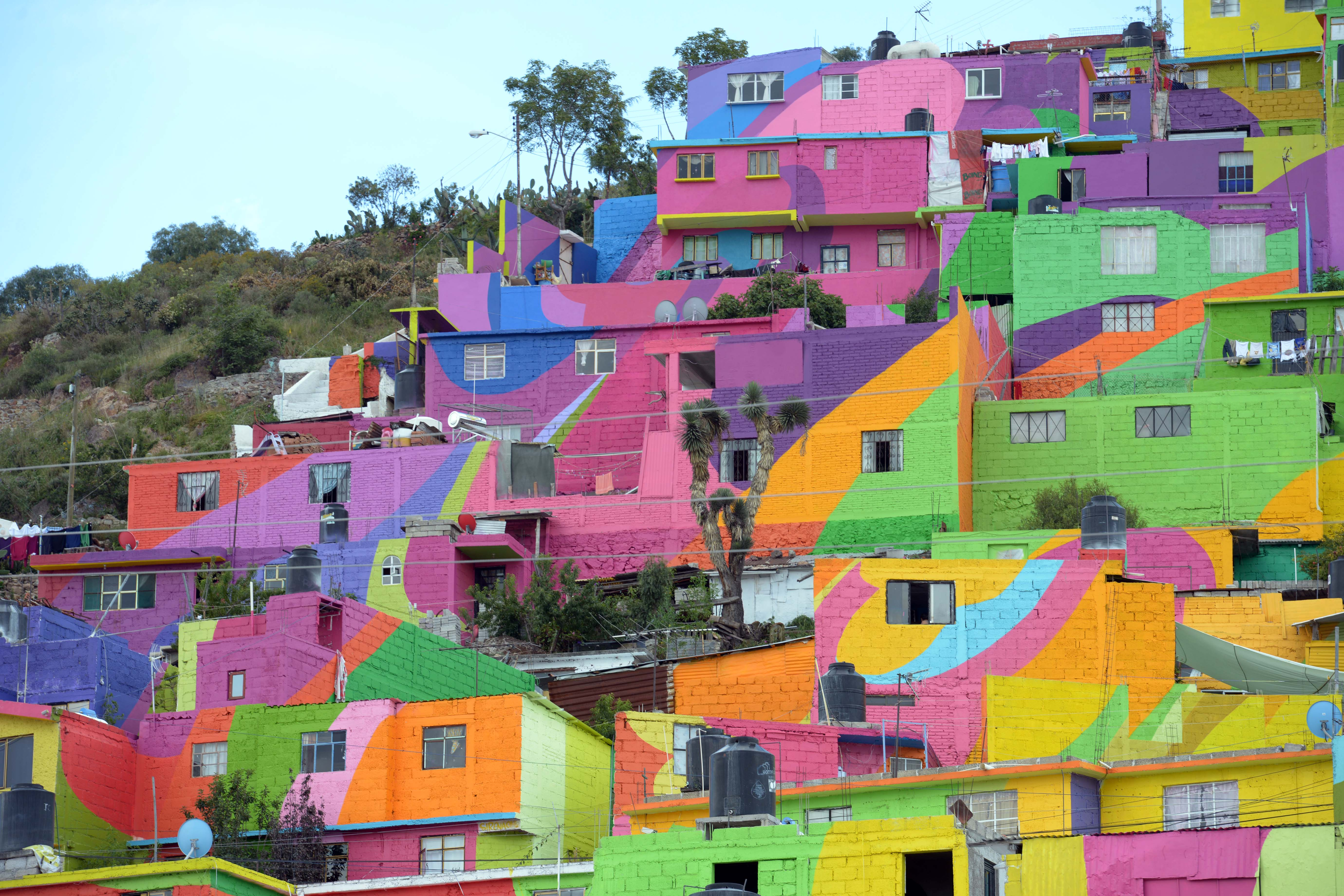
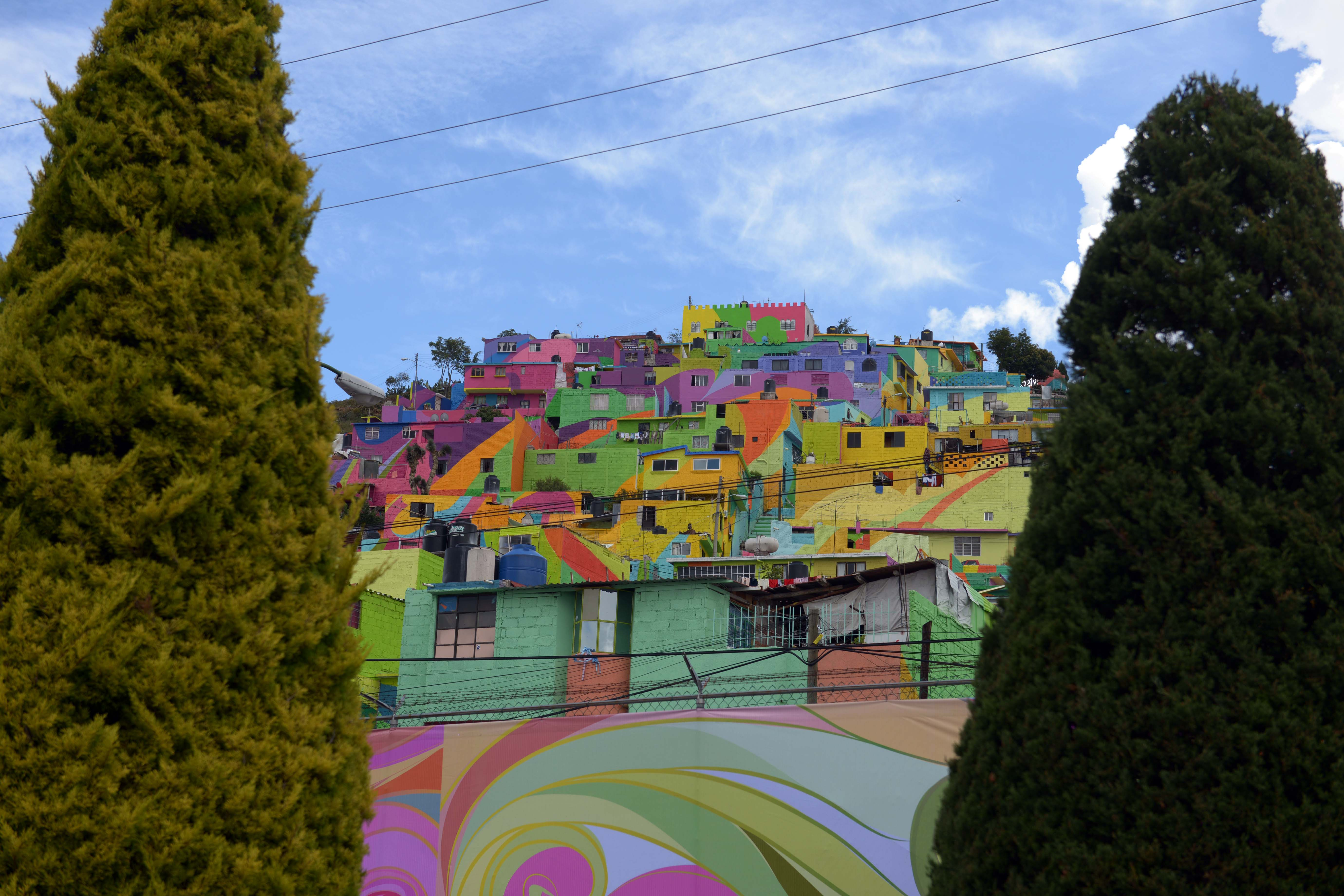
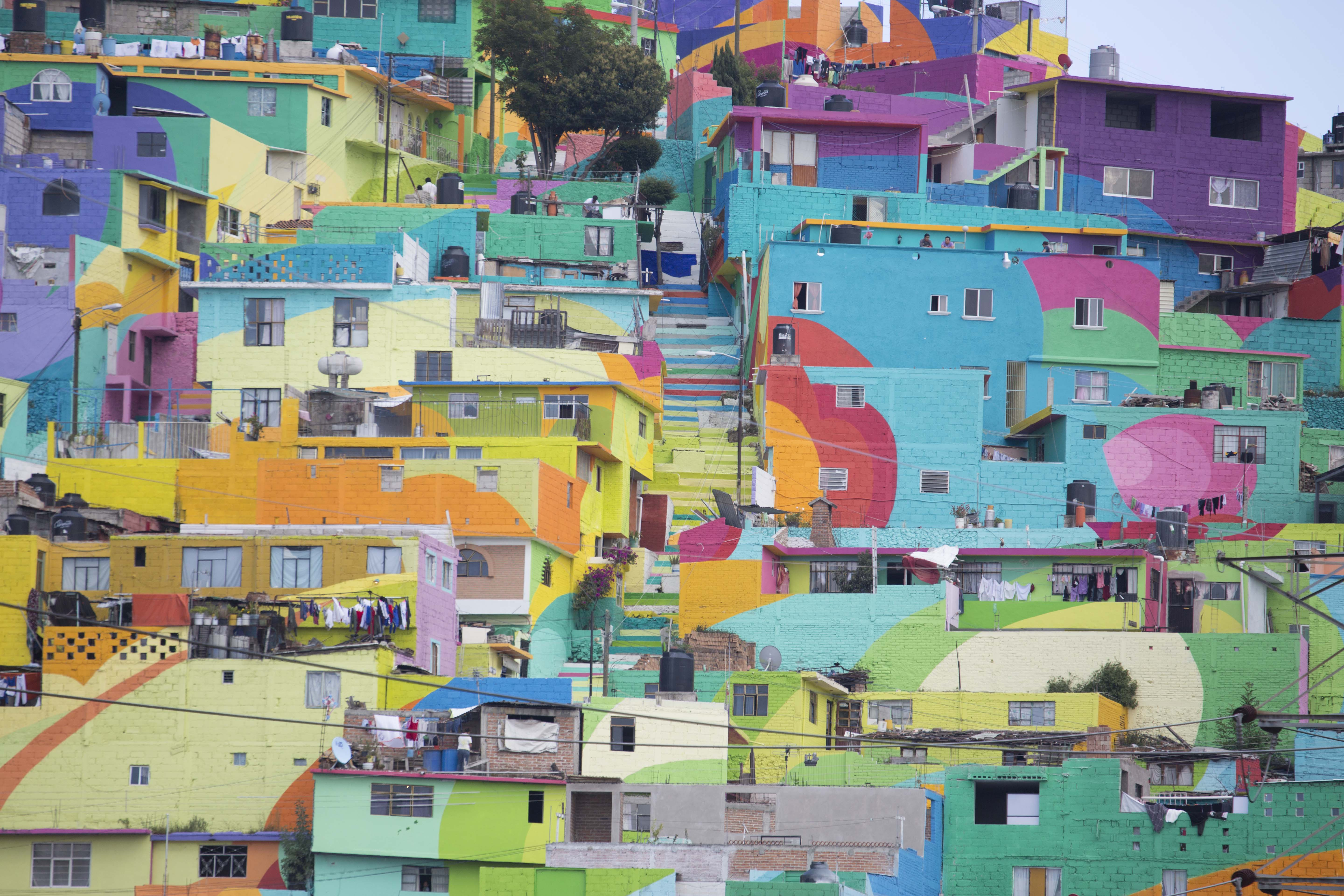
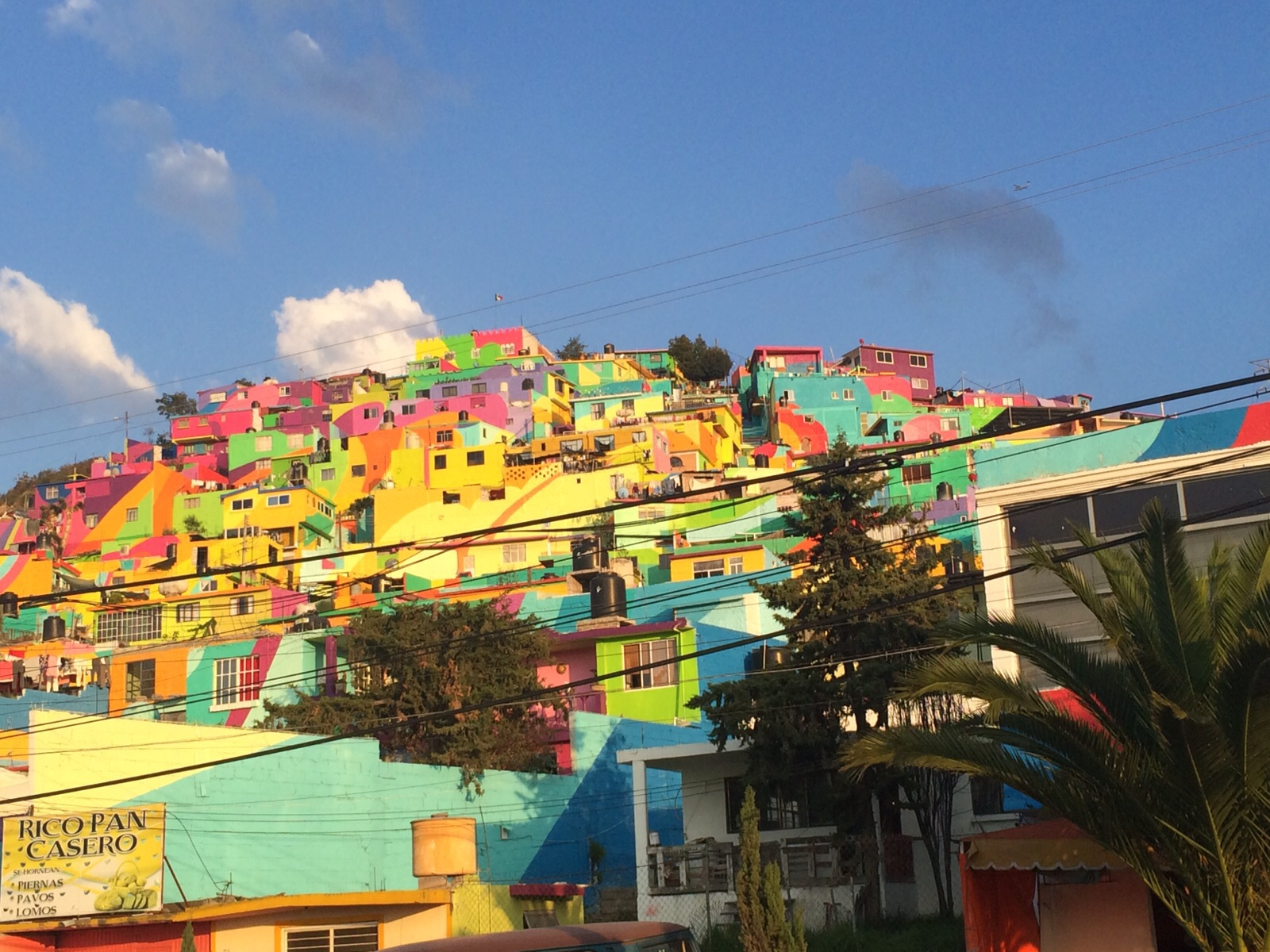
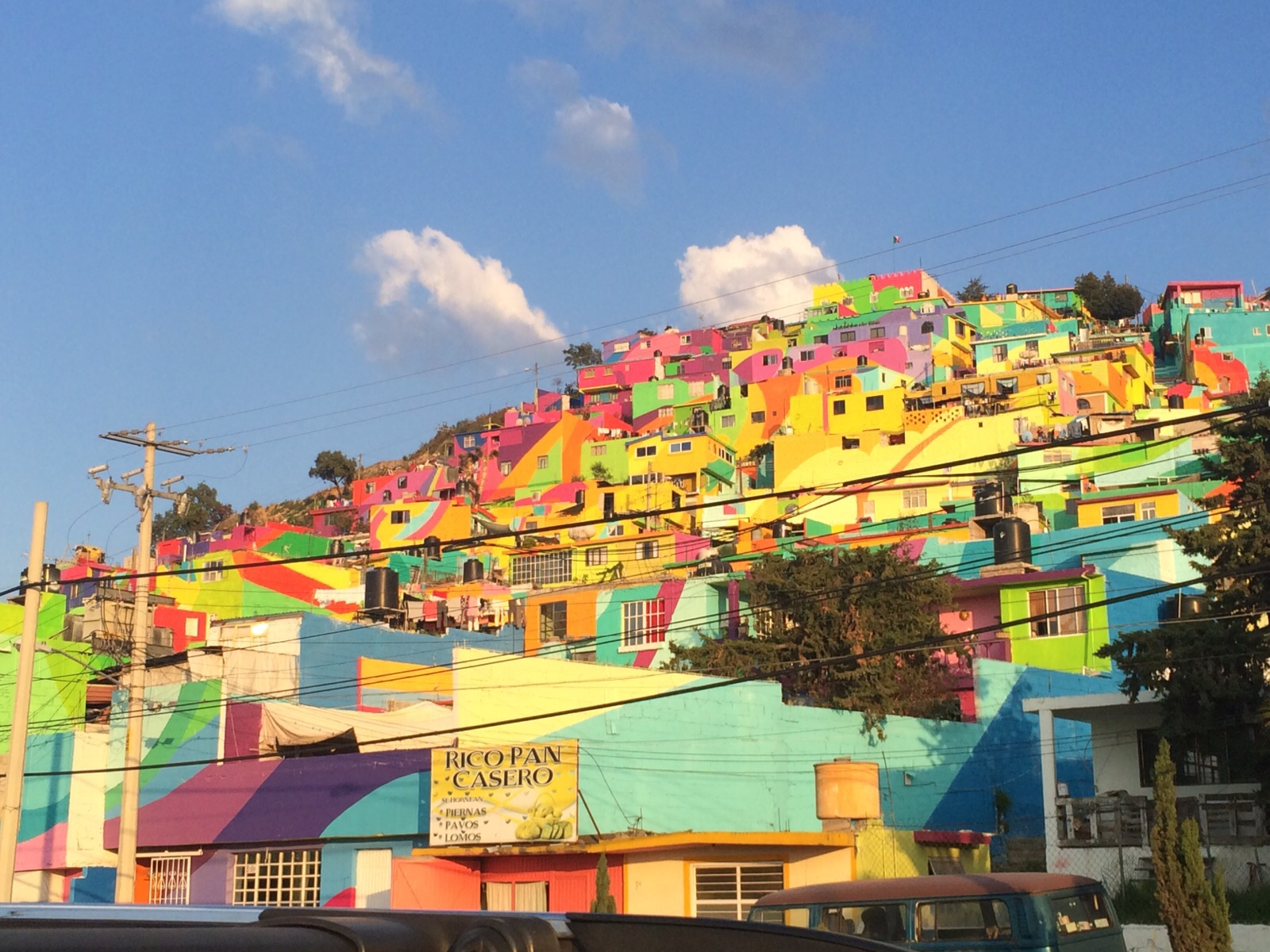